# Manuel de Flórez y Carrió
Manuel de Flórez y Carrió († Madrid, 10 de juliol de 1920) fou un militar i polític espanyol, contralmirall de l'Armada Espanyola i Ministre de Marina durant la restauració borbònica.
Era marquès d'Hinojosa i de Diezma. Assolí el grau de contralmirall de l'Armada Espanyola i fou ministre de Marina de juny a novembre de 1917 sota el govern d'Eduardo Dato e Iradier. El 15 de setembre de 1917 va presentar un projecte de decret llei en el que proposava la creació del que després seria l'aviació naval espanyola. Fou novament ministre de Marina de juliol de 1919 a març de 1920 sota els governs conservadors de Joaquín Sánchez de Toca Calvo i Manuel Allendesalazar Muñoz. El 6 de gener de 1919 fou nomenat senador vitalici.